# Albert Ayat
Albert Jean Louis Ayat (* 7. März 1875 in Paris; † 2. Dezember 1935 in Courbevoie) war ein französischer Fechter.

## Erfolge
Albert Ayat nahm 1900 in London an den Olympischen Spielen im Degenfechten teil. Im Wettbewerb der Fechtmeister setzte er sich gegen seine 53 Konkurrenten durch und wurde Olympiasieger in dieser nur 1900 ausgetragenen Disziplin. Damit qualifizierte er sich auch für das Degenfechten für Amateure und Fechtmeister, in dem die jeweils vier bestplatzierten Fechter der Wettkämpfe für Amateure und Fechtmeister aufeinander trafen. Ayat gewann sämtliche sieben Gefechte und wurde damit auch in der offenen Klasse Olympiasieger.
Sein Bruder Félix Ayat und sein Cousin Gilbert Bougnol waren ebenfalls olympische Fechter. Bougnol hatte im Wettbewerb für Fechtmeister hinter Ayat den zweiten Platz belegt.